# WWE SmackDown vs. Raw 2008
WWE SmackDown vs. Raw 2008 es un videojuego de lucha libre profesional que fue lanzado el 13 de noviembre de 2007, para las consolas PlayStation 2, PlayStation 3, Xbox 360 y Wii y las consolas portátiles PSP y Nintendo DS por THQ y YUKE.
Este juego está basado en la promoción de lucha libre profesional World Wrestling Entertainment (WWE). Además es el sucesor de WWE SmackDown vs. Raw 2007 y fue el primero en incluir a la ECW. Este fue además el primer juego de la WWE que está disponible para toda la séptima generación de videoconsolas. Este juego fue sucedido por WWE SmackDown vs. Raw 2009
WWE SmackDown vs. Raw 2008 fue nominado para ser el mejor juego de lucha del año 2007. Ya ha alcanzado vender 6,600,000 millones de unidades por todo el mundo.
Es el primer juego de la franquicia que hace su debut en los sistemas de consolas de Nintendo, saliendo para sus dos consolas Wii y Nintendo DS
Su lema es 'How Will you Play?' (¿Cómo piensas jugar?)

## Características
Cada luchador tendrá ahora solo dos estilos de lucha, uno primario y uno secundario. Cada estilo de lucha tendrá sus ventajas y desventajas en tipos de luchas particulares. Se crearon ocho estilos de lucha, entre los cuales cada luchador podrá usar solo dos:
- High-flyer
- Hardcore
- Submission artist
- Powerhouse
- Showman
- Brawler
- Dirty
- Technical.

El movimiento final del luchador deberá tener relación con el estilo primario elegido.
Un nuevo sistema de rendición fue incluido, incorporando más movimientos con la palanca análoga en el juego. El jugador que está aplicando la llave ahora puede decidir cuanta presión es aplicada, moviendo la palanca hacia una determinada dirección. En cambio, el jugador al cual le aplican la llave tendrá la capacidad de romper la llave moviendo la palanca hacia otra dirección determinada.
Los modos "Season" y "General Manager" de los juegos anteriores fueron fusionados en un nuevo modo, el "24/7". Aquí el jugador deberá subir en los rankings de la WWE para ganar un campeonato mundial en WrestleMania, para que luego se transforme en una leyenda en la WWE y finalmente ser inducido al Salón de la Fama tras completar una lista de objetivos. Dependiendo de varios factores de cada luchador, la dificultad para llegar a ser leyenda va a variar.
Además, SVR 2008 será el primer título de la serie en incluir la revivida ECW que será tratada igual al establecido RAW y SmackDown ! marcas, expresado por THQ como una "Invasión de ECW".[7] A pesar de la inclusión de la marca, el derecho de voto de videojuego mantendrá su SmackDown! vs. Raw 2008 , aunque un logo temprano haya incluido la "Invasión de ECW". También, fue indicado por Cory Ledesma que él planea a volver a hacer las animaciones de los luchadores. 
Habrá las diferencias significativas en la versión de Nintendo DS del juego. Utilizará la característica portátil de pantalla de toque para controlar la acción en el Ring de luchadores. La versión de Nintendo Ds incluirá también la acción inalámbrica de multiplayer, así como la instrucción minigames. Sin embargo, habrá las limitaciones de las otras versiones en que esta versión representará una lista de sólo 20 luchadores y retendrá el modo de la temporada antes que el nuevo WWE 24/7 modo. 
Ha sido anunciado que THQ proporcionará a luchadores telecargables para la Playstation 3 versión, sin embargo, esto no ha sido anunciado para XBOX 360 ni usuarios de Nintendo Wii.
La versión de Wii se aprovechará del Telemando de Wii y Nunchuk utilizando el movimiento que presiente que las capacidades de quitar varios ataques. Por ejemplo los puñetazos y corta será realizado cortando el Telemando de Wii en direcciones diferentes, al realizar un movimiento tal como un powerbomb requerirá al jugador a levantar al adversario tirando el Telemando de Wii arriba y entonces lo empujando para azotar hacia abajo al adversario.

## Roster
El roster está conformado por 48 Luchadores y 7 Divas, los que están resaltados en negrita hacen su debut o regresan a la saga.
| Raw - Candice Michelle - Carlito - Jeff Hardy - John Cena - JTG - Maria (no luchadora) - Melina - Mickie James - Mr. Kennedy - Randy Orton - Shad - Shane McMahon (desbloqueable) - Shawn Michaels - Triple H - Umaga - Mr. McMahon (desbloqueable) - William Regal | SmackDown! - Ashley - Batista - Chris Masters - Edge - Finlay - Gregory Helms - JBL - Kane - Kenny Dykstra - King Booker - Mark Henry - Matt Hardy - Michelle McCool - MVP - Rey Mysterio - Ric Flair - The Great Khali - The Undertaker - Torrie Wilson | ECW - Bobby Lashley - Chavo Guerrero - CM Punk - Elijah Burke - Johnny Nitro - Kelly Kelly - Marcus Cor Von - Sandman* Snitsky | Leyendas - Bret Hart - Eddie Guerrero (PSP) - "The Anvil" Jim Neidhart (PSP) - Mick Foley - Rick Rude - Roddy Piper - Stone Cold Steve Austin - The Rock - Sgt. Slaughter (PSP) Leyendas de ECW - Sabu - Terry Funk - Tommy Dreamer |

### Otros y comentaristas
| - RAW - Lilian García - Jim Ross - Jerry Lawler - Jonathan Coachman - ECW - Justin Roberts - Joey Styles - Tazz - Tommy Dreamer - SmackDown! - Tony Chimel - Michael Cole - JBL - Theodore Long |

## Arenas
| Arenas Principales - SmackDown! - Raw - Heat - ECW - SummerSlam (2006) - Survivor Series (2006) - Royal Rumble (2007) - WrestleMania 23 - The Great American Bash (2006) - WWE Vengeance (2006) - Armageddon (2006) - No Way Out (2007) - ECW: One Night Stand (2006) | - No Mercy (2006) - Unforgiven (2006) - Taboo Tuesday (2006) - New Year's Revolution (2007) - Backlash (2007) - Judgment Day (2006) - ECW December to Dismember (2006) |

## Campeonatos
| Campeonato                            | Campeón                | Marca     |
| ------------------------------------- | ---------------------- | --------- |
| WWE Championship                      | John Cena              | RAW       |
| World Heavyweight Championship        | Edge                   | SmackDown |
| WWE Intercontinental Championship     | Umaga                  | RAW       |
| WWE United States Championship        | MVP                    | SmackDown |
| WWE World Tag Team Championship       | The Hardy Boyz         | RAW       |
| WWE Tag Team Championship             | Batista & Rey Misterio | SmackDown |
| WWE Women's Championship              | Melina                 | RAW       |
| WWE Cruiserweight Championship        | Chavo Guerrero         | SmackDown |
| ECW World Championship                | Johhny Nitro           | ECW       |
| WWE Attitude Heavyweight Championship | Steve Austin           | Legends   |
| WCW Classic World Championship        | Ric Flair              | Legends   |
| WWE Hardcore Championship             | Tommy Dreamer          | Legends   |
| WWE Million Dollar Championship       | Shane McMahon          | Legends   |

## Banda sonora
- "Everybody Down", de Nonpoint
- "Feed "de Sevendust
- "Driven" de Sevendust
- "Evil (A Chorus of Resistance)" de Project 86
- "Put your lips to the TV" de Project 86
- "Well Enough Alone", de Chevelle
- "You Wouldn't Know", de Hellyeah
- "Famous", de Puddle Of Mudd
- "Go Hard", de Nobody Famous
- "Right On Time", de AM Conspiracy
- "Stand Up ", de 8Ball & MJG
- "Welt ", de AM Conspiracy

## Recepción
El videojuego se encontró con una recepción crítica desde promedio a mixta después del lanzamiento. GameRankings y Metacritic le dieron un puntaje de 73.60% y de 71 de 100 para la versión de PlayStation 2; 71.72% y 74 de 100 para la versión de PlayStation 3; 70.47% y 71 de 100 para la versión de Xbox 360; 66,20% y 68 de 100 para la versión de PSP; 61.64% y 61 de 100 para la versión de DS; 59.14% y 59 de 100 para la versión de Wii; y 55% para la versión móvil.
GameZone le dio a la versión para móvil un 5.5 de 10 y dijo: "En general, hace más que la mayoría, tiene imágenes decentes y funciona sin problemas. Pero no tiene la mecánica adecuada para que parezca un juego de lucha, por lo tanto, sale como un botón-golpe de arcade". Sin embargo, IGN le dio a la misma versión cuatro de diez y dijo: "Smackdown vs. Raw 2008 solo puede ser recomendado para el fanático de la lucha hardcore. Para cualquiera que busque darle vida a su categoría de juegos de acción, recomiendo Ajedrez. cada partido será diferente".
La versión para PlayStation 2 de WWE SmackDown vs. Raw 2008 recibió un premio de ventas "Platinum" de la Asociación de Editores de Software de Entretenimiento y Ocio (ELSPA), lo que indica ventas de al menos 300,000 copias en el Reino Unido.